# Gerardo Gaudiano Rovirosa
 Gerardo Gaudiano Rovirosa  (Villahermosa, Tabasco; 10 de enero de 1981) es un político mexicano, nieto de Leandro Rovirosa Wade, exgobernador del mismo estado y exsecretario de Recursos Hidráulicos. Fue alcalde del municipio de Centro y candidato a la gubernatura del estado en 2018.

## Trayectoria
Fue consejero estatal del PRD en Tabasco, Coordinador Regional Juvenil en la campaña para la elección de diputado federal por Tabasco del 2000 por el PRD de 2000 y en la de 2003 fue propuesto candidato a diputado local por el mismo PRD, colaboró en el apoyo de la campaña de los entonces candidatos Adán Augusto López Hernández a la presidencia municipal y Rosalinda López Hernández para diputada federal por el PRD en el estado de Tabasco. En esa misma campaña estrecha sus relaciones con el entonces candidato a la presidencia Andrés Manuel López Obrador y con varios integrantes del partido. En el 2006 fue convocado para desempeñarse como Secretario Particular del candidato de la Alianza por el Bien de Todos. En 2008 se desempeña como Presidente del Comité Ejecutivo Municipal (CEM) del PRD en Tabasco. 
Fundó la agrupación juvenil estatal “Esperanza Joven A.C.” Asociación Civil dedicada al apoyo de los jóvenes de bajos recursos del estado de Tabasco. En 2011 es electo Secretario General del PRD en Tabasco. 
En 2012 se postula como candidato a Diputado Federal por el PRD, elección que gana por mayoría relativa. En 2015 el Partido de la Revolución Democrática y  Nueva Alianza lo postulan como candidato a la Presidencia Municipal de Centro, el IEPCT le otorga la constancia de mayoría, pero meses más tarde el tribunal electoral del estado invalida la elección y convoca a nuevas elecciones, retirando así, su constancia de alcalde electo. No obstante, en sesión pública el 28 de octubre de 2015, la Sala Regional Xalapa del Tribunal Electoral del Poder Judicial de la Federación (TEPJF), al resolver los juicios de revisión constitucional electoral 222 y sus acumulados, revocó la resolución emitida por el Tribunal Electoral de Tabasco relativa a la elección de integrantes del ayuntamiento de Centro. Como consecuencia de ello, al revertirse la nulidad de la elección que se había decretado por el tribunal local, se confirmó la declaración de validez de la misma, y la respectiva entrega de la constancia de mayoría expedida en favor de la planilla de candidatos postulada por los Partidos de la Revolución Democrática y Nueva Alianza, encabezada por Gerardo Gaudiano Rovirosa. Fue candidato a la Gubernatura de Tabasco de la Coalición "Por Tabasco al Frente", integrada por el Acción Nacional, Movimiento Ciudadano y el Partido de la Revolución Democrática.

## Experiencia Legislativa
El 1° de septiembre de 2012 inició la LXII Legislatura, siendo Diputado Federal por el estado de Tabasco, presidiendo la Comisión de Recursos Hidráulicos Archivado el 3 de diciembre de 2012 en Wayback Machine. de la Cámara de Diputados. En cuanto a las políticas que propone para la frontera sur, promueve constantemente que dichas entidades conforman una región rica en recursos naturales, étnicos, culturales y de una gran biodiversidad ya que representan retos que atender derivados del alto índice de pobreza y marginación que han sufrido durante muchos años.